# 打狗英國領事館及官邸

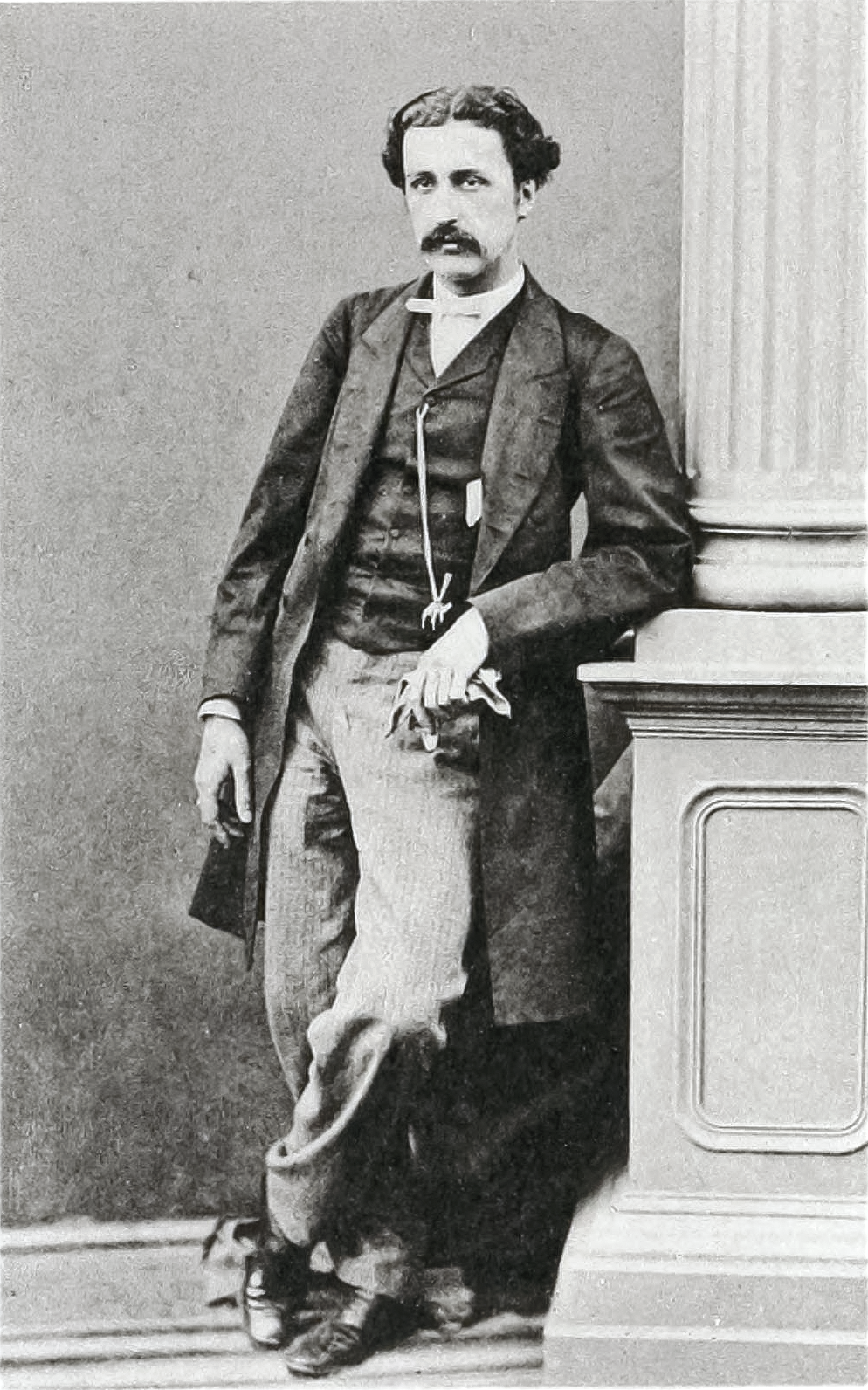
英國首任駐臺灣領事史溫侯

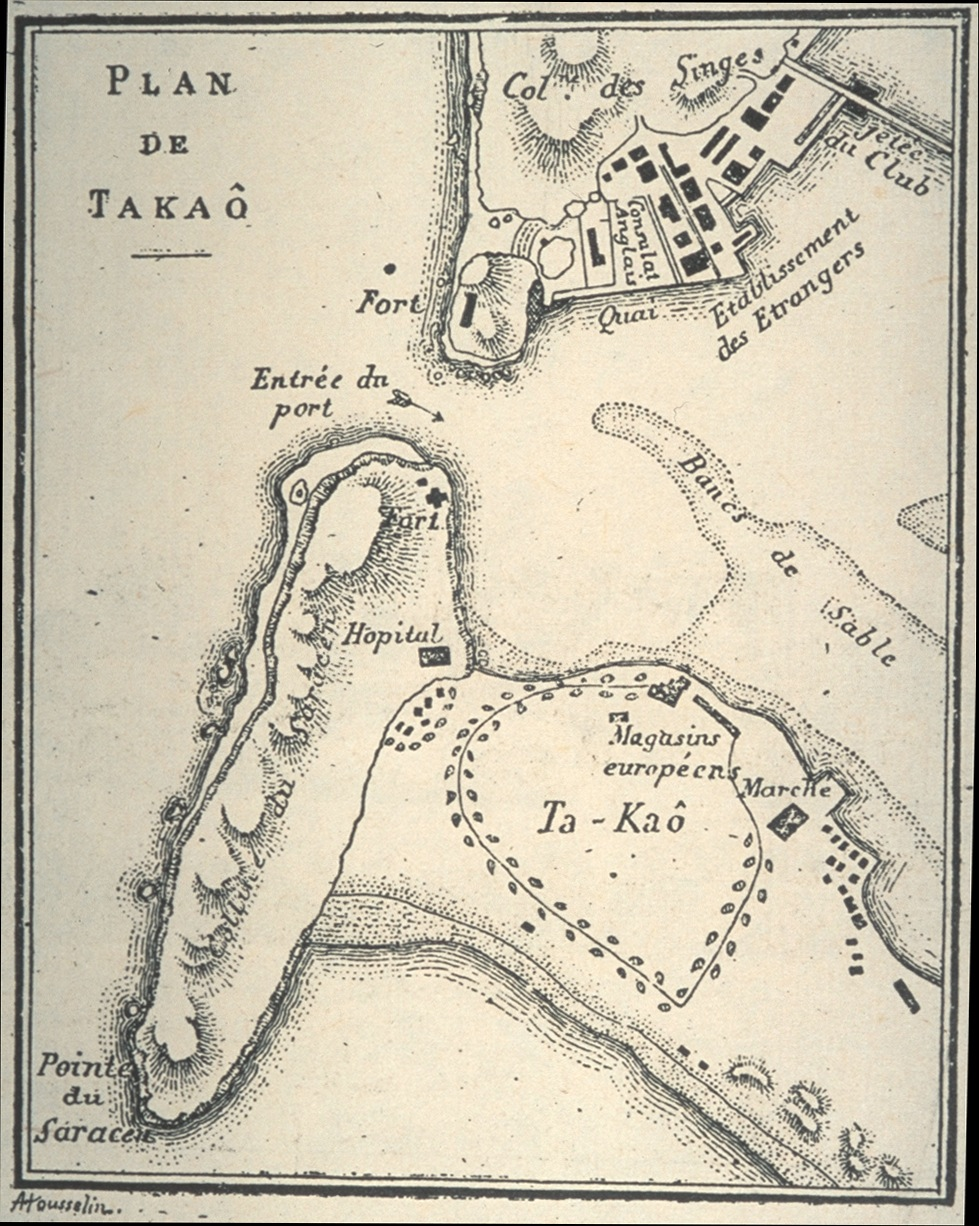
出版於1893年《台灣島之歷史與地誌》（L'île Formose : histoire et description）的法語地圖，圖右上部建築群左側「L」形建築物標注為「Consulat Anglais」，即英國領事館當時位置。

打狗英國領事館文化園區（英語：Former British Consulate at Takow），是位於臺灣高雄市鼓山區的歷史文化園區，古蹟群由领事馆、领事官邸及一條登山古道所構成，其中領事館位於高雄港（清打狗港）口北岸的哨船頭碼頭，是清治時期英國政府於打狗掌理領事業務工作的重要據點。也是臺灣目前現存的西式建筑中最為久遠者之一。
由於政權及產權的多次轉移以及資料的誤用，數十年來，山丘下碼頭邊的領事館建築物一直未被重視，而山丘上的領事官邸則長期誤認為英國領事館。2005年，領事館以「高雄州水產試驗場（英國領事館）」的名義指定古蹟，後在於2009年恢復正名，山上建物則正名為領事館官邸。文化園區所保存的古蹟群後在民國108年（2019年）則由中華民國文化部公告升格為國定古蹟。

## 沿革

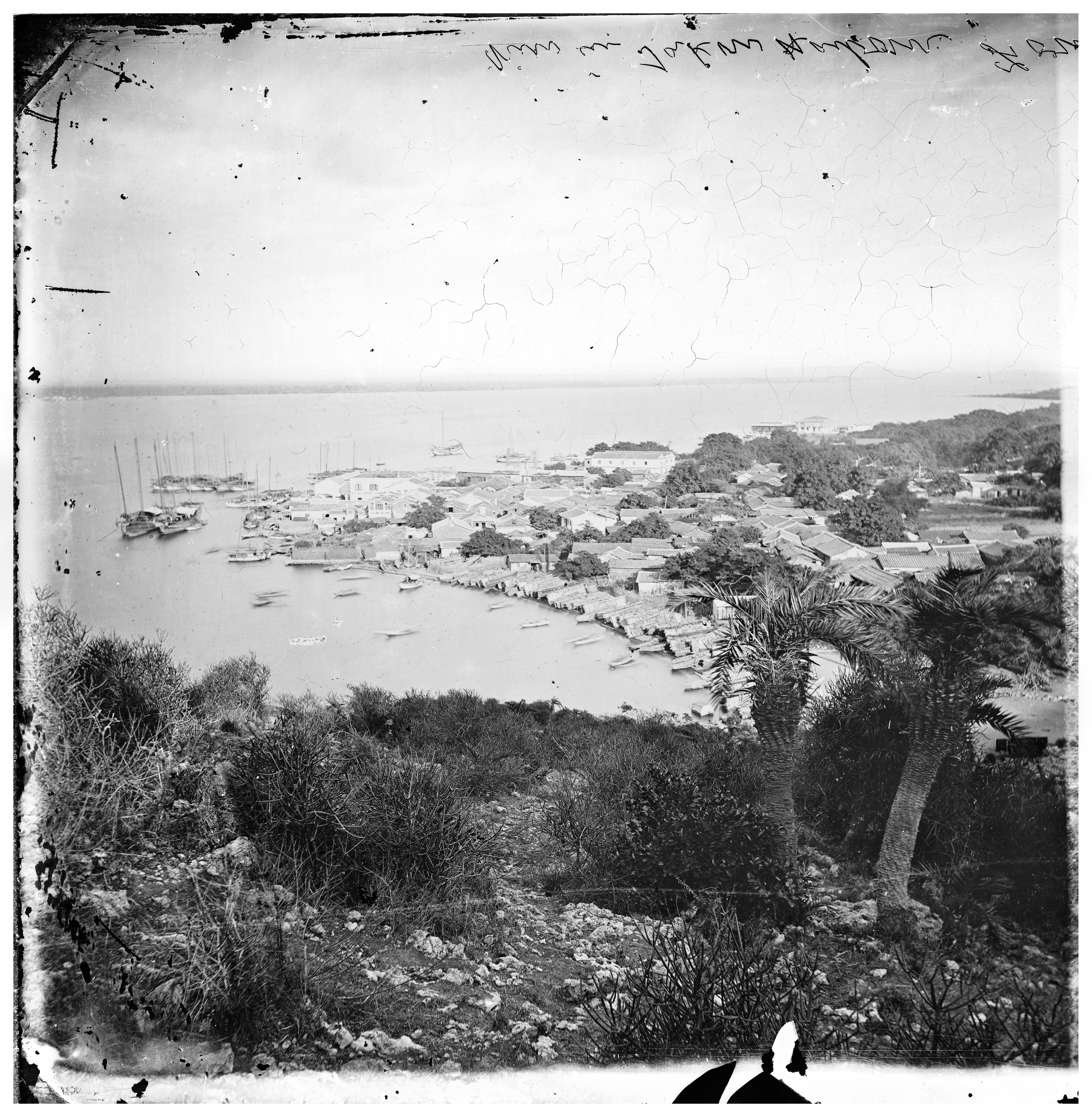
1871年的旗後景色，據推測圖中央的兩層洋樓即為當時賈祿向天利洋行承租的打狗領事館館舍

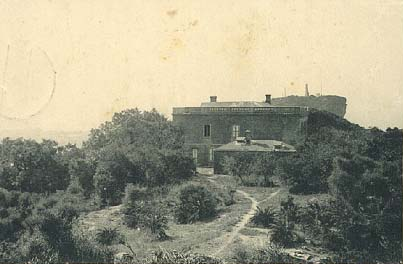
1910年的打狗英國領事館官邸

### 清領時期
1858年（咸豐8年），由於英法聯軍戰敗，清廷簽訂《天津條約》，被迫開放臺灣淡水、雞籠（今基隆市）、安平、打狗四大港口，因此在1861年7月英國駐臺領事郇和四度訪臺後，正式開埠。英國為拓展對臺灣貿易的經濟利益，在1864年（同治3年）於打狗港設置海關，正式開港，英領事館也因此自淡水遷至打狗，7月英國副領事史溫侯（R. Swinhoe）則向甸德洋行（Dent & Co.）租用打狗港內的廢船「三葉號」（Ternate），以作為打狗副領事館使用。1865年（同治4年）2月，打狗副領事館正式升格為領事館，改租旗後華人房舍為館舍，同年8月天利洋行（MacPhail & Co.）則於旗後碼頭邊建造完成一座兩層樓的洋行建築物。1867年（同治6年）5月，英國新任領事賈祿向天利洋行承租位於旗後的洋行建築物五年，以作為打狗領事館的館舍。數週後天利洋行破產，建築物拍賣給怡記洋行，但租約未受影響。英國為拓展對臺灣貿易的經濟利益，設置領事館，行使保僑、商務、領事裁判權及地方交涉。
最後在1876年（光緒2年），英國政府永久承租取得哨船頭碼頭邊與海關相鄰的一塊土地，擬規劃興建打狗領事館的新廳舍。英國政府與海關並在土地交界處各樹立下石界碑，其中兩塊界碑今日依然保存，一為「VR大英國地界1876」；一為「臺灣關地界碑」。1877年1月，英國政府正式取得哨船頭山丘上兩塊相連的土地，擬規劃興建領事官邸。此兩塊土地也與山丘下的領事館預定地相連。並在年底開始動工興建，最後領事館及領事官邸則於1879年8月落成，在相關文件中即將之稱為「打狗領事官邸與打狗領事辦公室」（Takow Consular Residence & Takow
Consular Offices）。為。

### 日治時期
1895年甲午戰爭後，臺灣進入日治時期，1901年，英國政府對於領事官邸進行整修，並將外牆紅磚敷以水泥，以避免空氣中海鹽成分對磚面的侵蝕。同時也將原本的將木構迴廊改建為磚造圓拱迴廊。1908年，由於日本積極建設高雄港，因此哨船頭及旗后山地區均被劃入港口要塞之範圍，英國政府因此放棄打狗領事建物的使用權。並在1925年將領事建物群售予日本政府使用，領事館隨後於1932年作為「高雄水產試驗所」使用，1936年5月4日，日本政府則將英國領事官邸改作高雄海洋觀測所，當時高雄市役所為慶祝高雄海洋觀測所成立、高雄州廳落成與全島實業大會舉辦及，並為宣揚高雄各項經建成果，乃於5月1日至7日舉行「高雄港勢展覽會」。第二次世界大戰時，領事官邸遭受損害。

### 戰後至今
1945年，當日治時期結束後，舊英國領事建物群歸中華民國政府所有，領事館仍作為水產試驗所，進行海洋生態、物種基礎調查研究等工作。而領事官邸則充用為氣象測候所。1973年，當氣象測候所遷至前鎮漁港後，領事官邸因而棄置無人管理。又逢多次風災導致處處斷垣殘壁。1976年，水產試驗所遷移，領事館改作為水產試驗所員工宿舍使用，1977年，由於中度颱風賽洛瑪帶來的嚴重破瓌，導致領事官邸的屋頂全毀，直至1983年中華民國文建會評定官邸「為稀有古蹟後，官邸才開始隨後兩年進行修復，並在完成修復並闢為高雄史蹟文物陳列館，陳列有關打狗開拓及近代史之文獻、鳳山縣舊城模型、歷史圖照等歷史發展重要文物資料。最終在1987年，中華民國內政部公告官邸以「前清打狗英國領事館」的名義為直轄市定古蹟，並在1999年4月22日，將往昔哨船街通往領事官邸之唯一古道併入領事館範圍列為古蹟。
2003年，高雄市政府文化局公開徵選優良廠家來整修領事官邸，並在修復後繼續經營管理。隨後則並由高雄漢王洲際飯店取得整修營運權。2004年，高雄市政府先將連接山上的登山步道，以「打狗英國領事館登山古道」的名義指定為古蹟。後在同年9月重新開幕領事官邸。並獲建築界「園冶獎都市景觀」第一名。同年由於水產試驗所員工遷離，導致原有的領事館無人使用，一年後高雄市政府將其則公告為「高雄州水產試驗場」為市定古蹟。直到經過考證後，高雄市政府文化局最後則在2009年7月將官邸正名，並將原本的舊水產試驗所正名為「打狗英國領事館」，隨即開始對於領事館進行考證與修復工程。
2010年，高雄市政府文化局進行領事館及古道之修復作業，與官邸整合為文化園區，並在2013年10月以「打狗英國領事館文化園區」為名開幕，園區由古典玫瑰園進駐，設立門市並經營園區內餐飲服務。2019年2月22日，文化部正式公告將市定古蹟「打狗英國領事館官邸」、「打狗英國領事館登山古道」及「高雄州水產試驗場（英國領事館）」合併，指定為國定古蹟「打狗英國領事館及官邸」。

## 歷任英國駐臺領事
臺灣清治時期除德意志帝國於1886年設館外，英國駐臺領事亦兼攝他國領事事務。
| 1860年—1866年 | 史溫侯 (郇和，Robert Swinhoe)                                                                                  |
| 1866年—1867年 | 賈祿 (Charles Carroll)1866年十2月接任Officially appointed to the position of Consul in December 1866.          |
| 1867年—1868年 | 雅妥瑪(Thomas Adkins) 署理、1867年十2月接任Acting Consul appointed in December 1867.                           |
| 1868年        | 全美生 (哲美遜、George Jamieson) 署理、1868年3月接任 Acting Consul appointed in March 1868.                    |
| 1868年—1869年 | 吉必勳 (John Gibson) 署理、1868年7月接任 Acting Consul appointed in December July 1868                         |
| 1869年—1870年 | 固威林 (William M. Cooper) 1869年6月接任 Officially appointed to the position of Consul in June 1869.          |
| 1870年—1871年 | 有雅芝 (Arthur Roch Hewlett) 署理、1870年1月接任Acting Consul appointed in December January 1870               |
| 1872年—1876年 | 額勒格里 (William Gregory) 署理Acting Consul appointed.                                                        |
| 1876年—1877年 | 京華陀 (Walter Edward King) 1876年十月接任Officially appointed to the position of Consul in October 1876.      |
| 1877年—1878年 | 有雅芝 (Arthur Roch Hewlett) 1877年十1月接任Officially appointed to the position of Consul in November 1877.   |
| 1879年—1880年 | 霍必瀾 (Pelham Laird Warren) 署理Acting Consul appointed.                                                      |
| 1880年—1885年 | 費笠士 (George Phillips) 1880年2月接任Officially appointed to the position of Consul in February 1880.         |
| 1886年—1893年 | 霍必瀾（Pelham Laird Warren）                                                                                  |
| 1893年—1895年 | 胡力穡 (Richard Willet Hurst)                                                                                  |
| 1896年        | 柏納 (Henry Alfred Constant Bonar)                                                                             |
| 1896年        | 龍福 (J. H. Longford) 1896年5月接任Officially appointed to the position of Consul in May 1896.                 |
| 1896年—1902年 | 甘乃迪 (William Joseph Kenney) 1896年十2月接任Officially appointed to the position of Consul in December 1896. |
| 1907年        | 佛斯 (A.R.Firth) 署理Acting Consul appointed.                                                                  |
| 1908年—1910年 | 羅有志 (William Massy Royds) 署理Acting Consul appointed.                                                      |

## 形制
打狗英國領事館文化園區目前保存「領事館」與「領事官邸」兩棟主體建築，是臺灣當前最完整的西方領事館設施，建館工事由英國工部負責設計監造，也是南臺灣第一棟由外籍技師監造的建築，其兩棟建築物反映在高雄開港後對於當地殖民建築發展的重要地位。

### 領事館

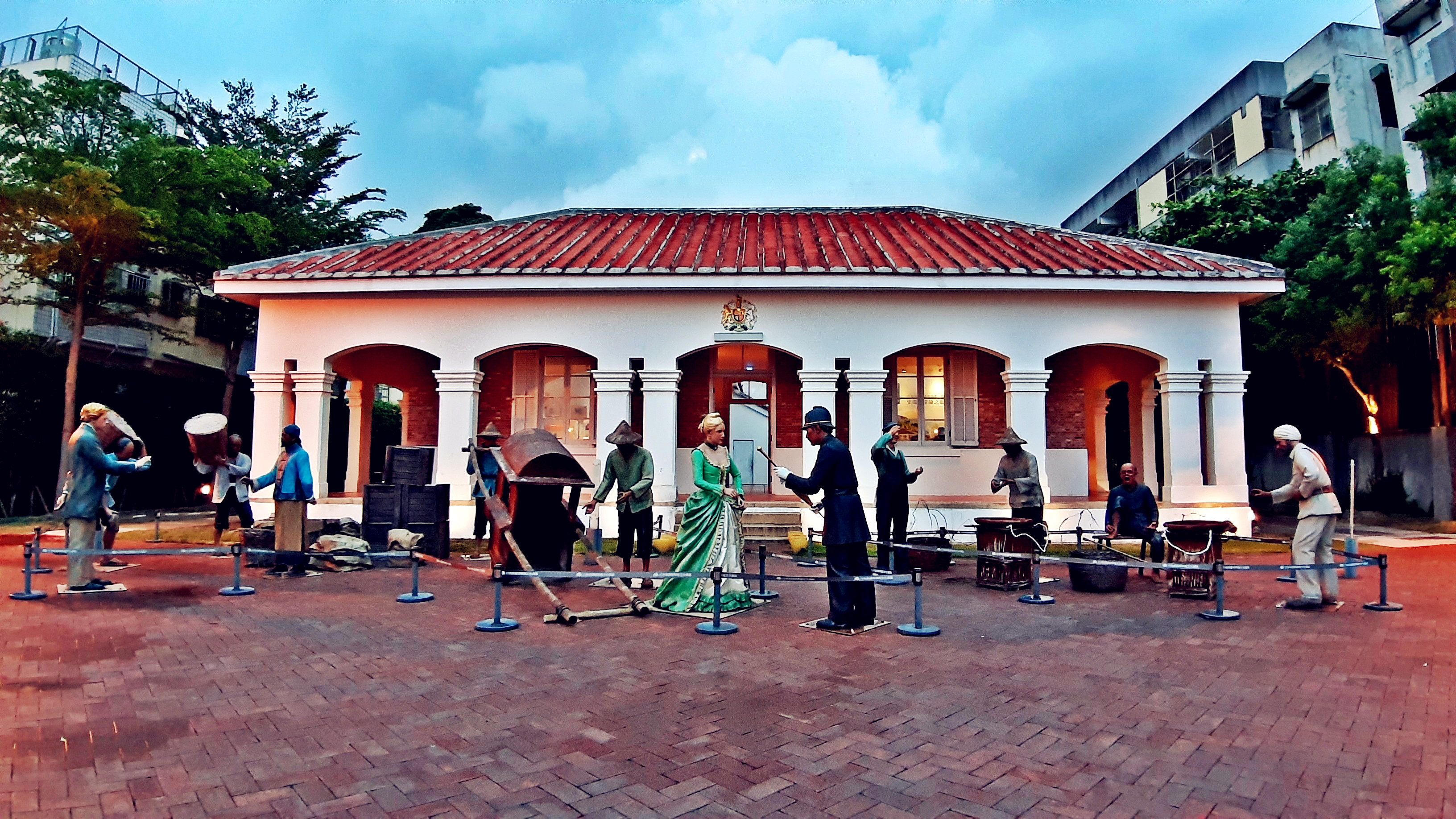
修復完工的領事館
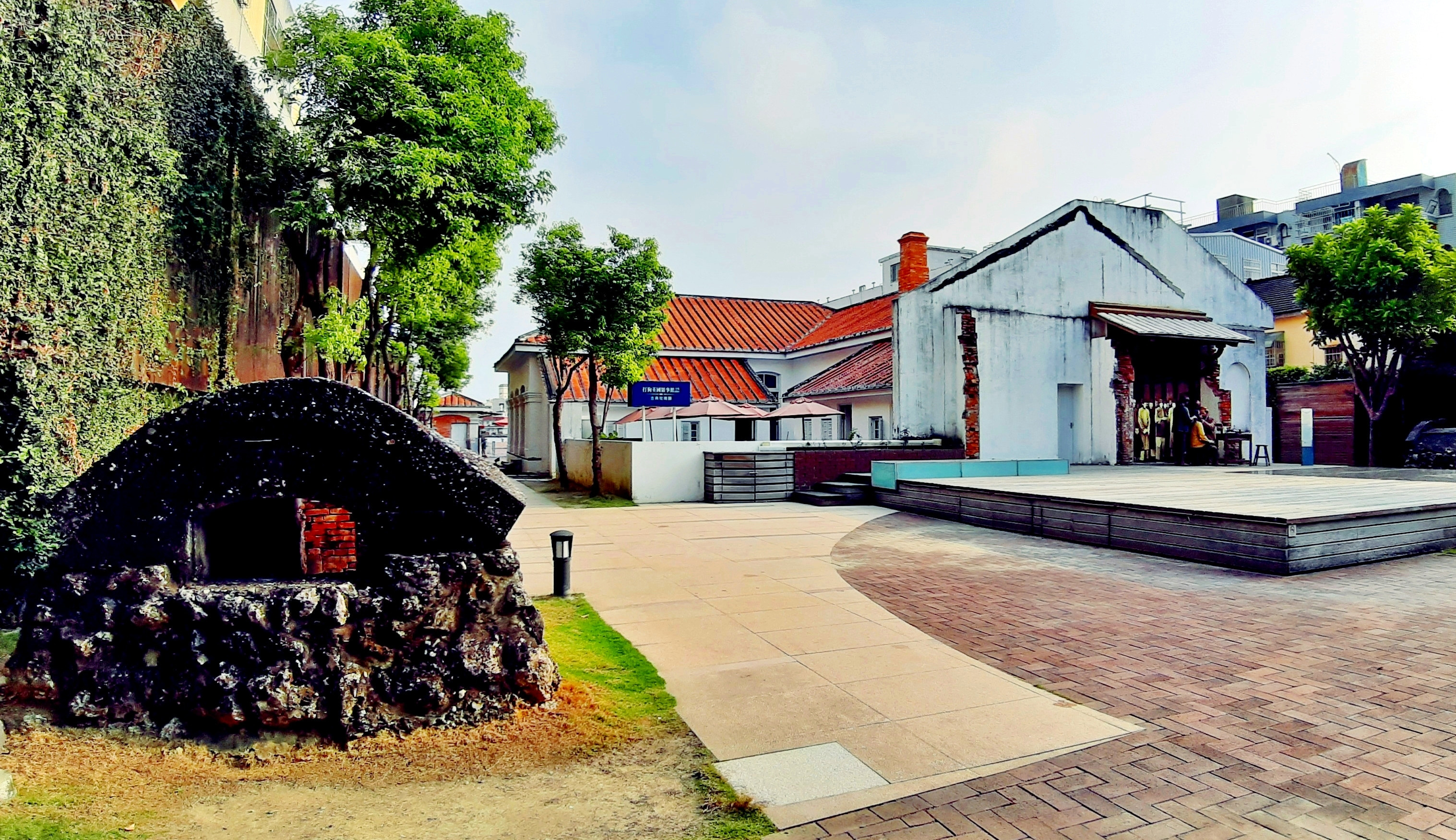
修復完工的領事館背面
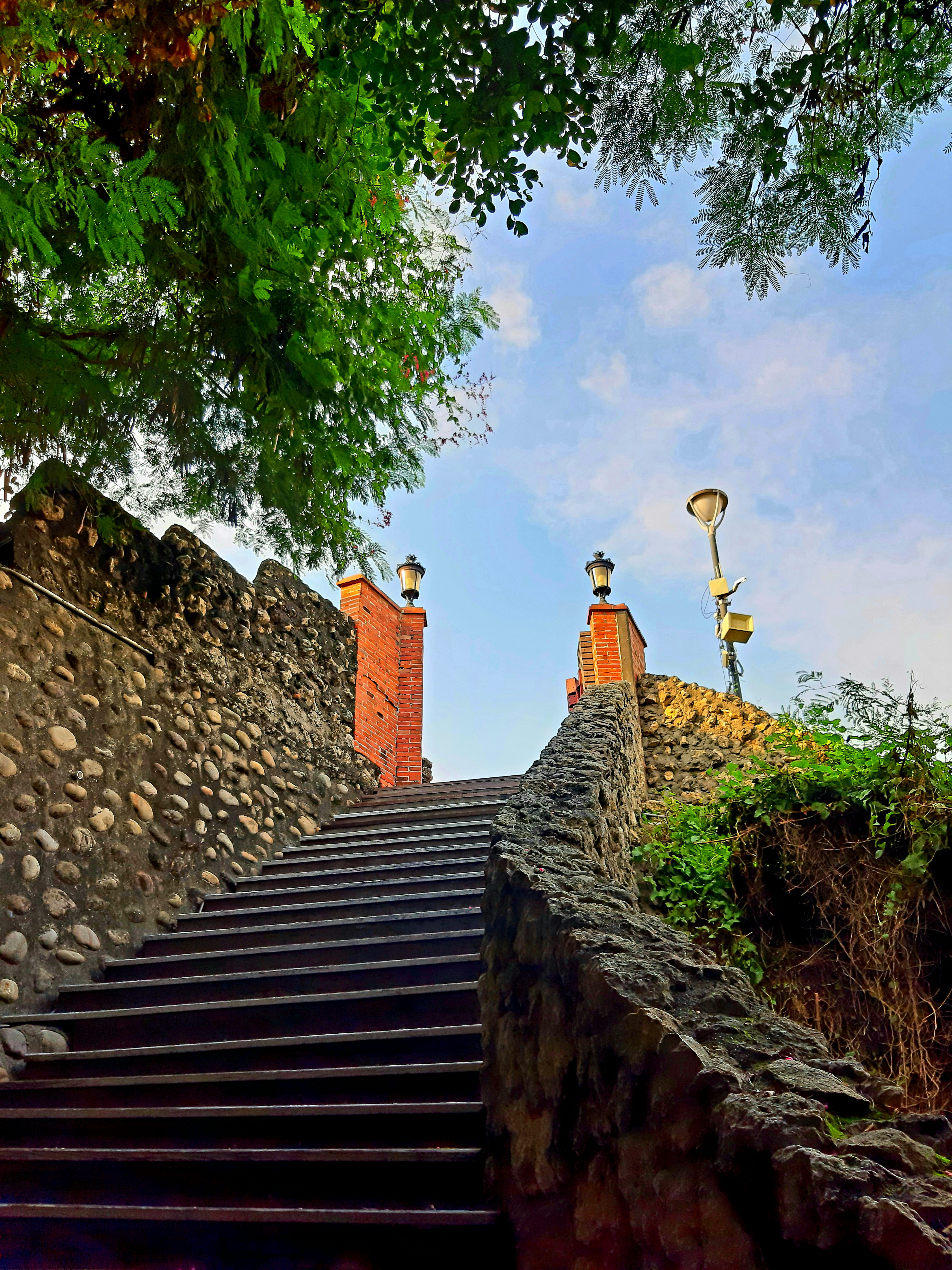
通向領事官邸的登山古道
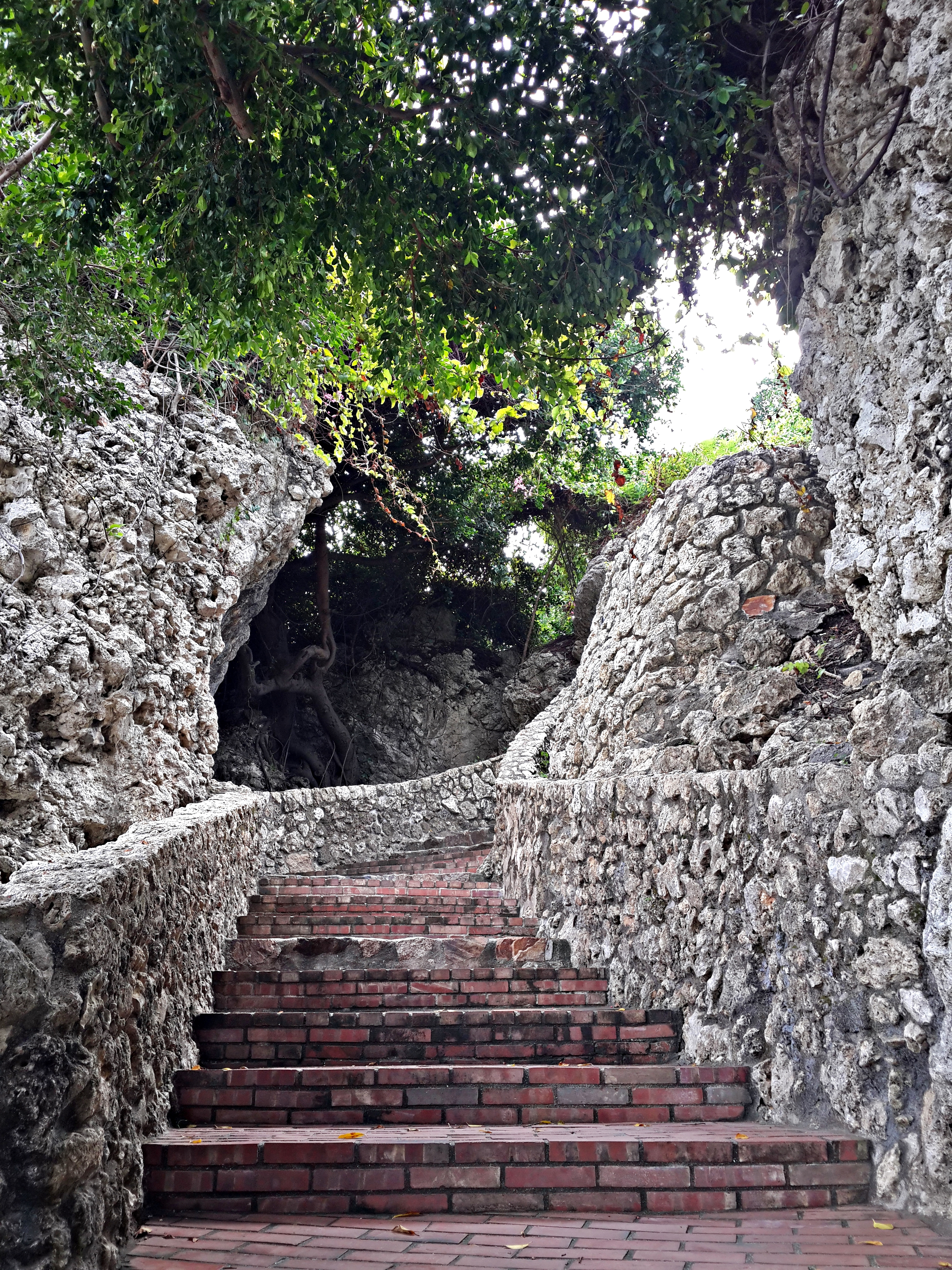
通向領事官邸的登山古道

領事館完工於清光緒5年(1879年)，為過去對外開放的公務機構，是當時英國在打狗地區掌理領事業務工作的重要據點，為一四坡頂、一層樓、三面迴廊之洋式建築，建築選擇設置在接近碼頭織伊恩，則是歸因在海關，洋行，商船等人潮區域以利官員及民眾洽公，正入口位於哨船頭港側，內部設有辦公區、領事辦公室、開庭、巡捕區、巡捕起居室、臥室及巡捕房等設施，當時英國因擁有領事裁判權，因此其領事館內部配備有巡捕及牢房的設置，牢房主要囚禁在打狗地區違反「打狗領事港口規章」的華人與洋人。般辦公室後側則設置文書房及貨倉。
日治時期，日本政府於昭和1年（1926年）正式取得土地所有權，於昭和7年(1932年)設立高雄州水產試驗場，此時建築曾作為大幅度修改建。直到昭和14年(1939年)則改稱臺灣總督府水產試驗場高雄支場，並於翌年增設水產皮革試驗工場。昭和16年(1941年)則正式成立水產試驗所高雄支所，民國34年(1945年)又改稱臺灣省水產試驗所高雄分所，繼續從事水產研究。直到1060年代作為職務宿舍使用後閒置，一直至2012年11月修復完成並作為博物館館舍開放參觀。

### 登山古道
登山古道為銜接領事館與領事官邸之間的步道，總長度約為200公尺，路徑整體以花崗石、硓咕石、紅磚等鋪設，以順應當地地形。

### 領事官邸

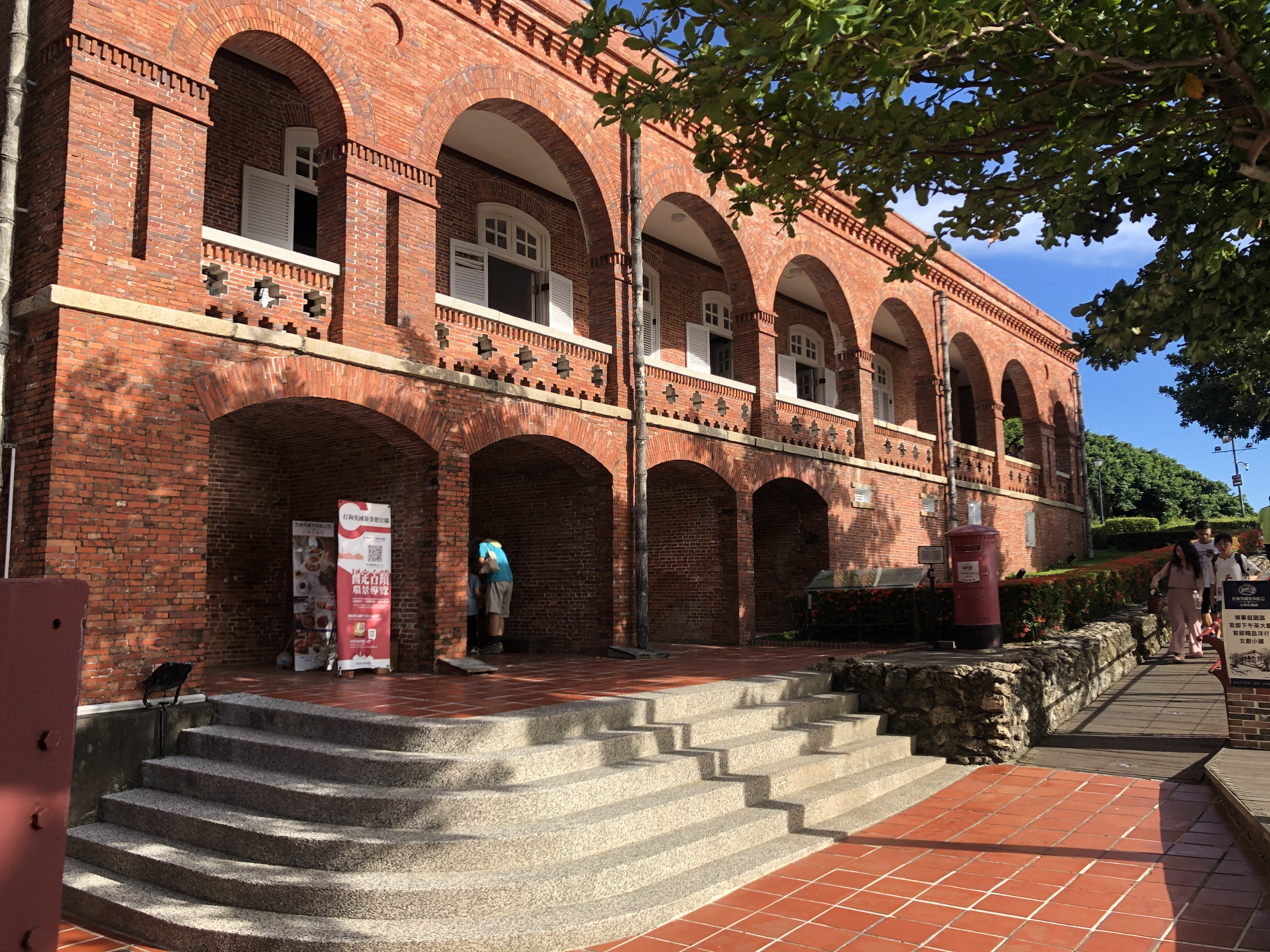
領事官邸西側
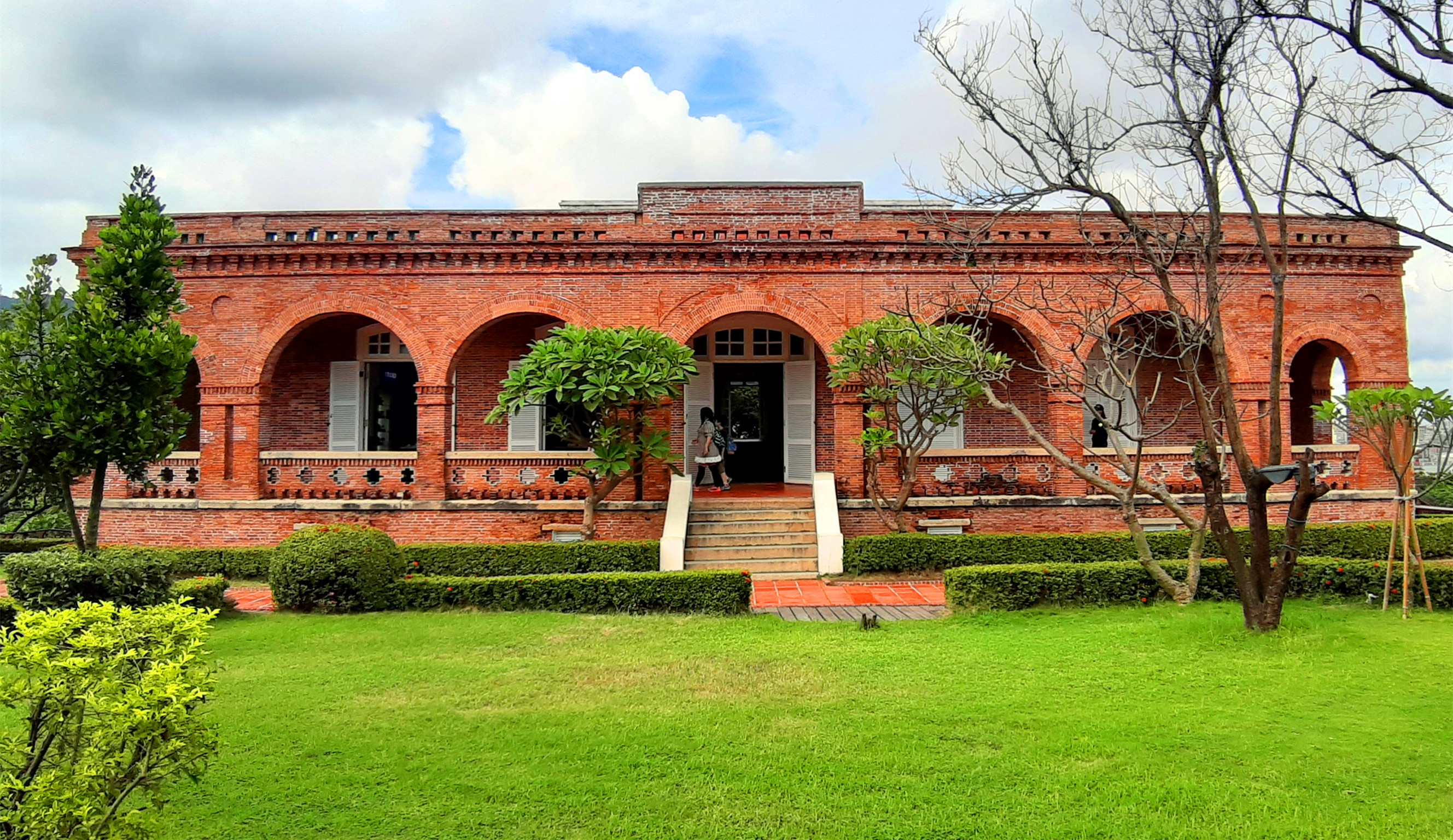
領事官邸主立面
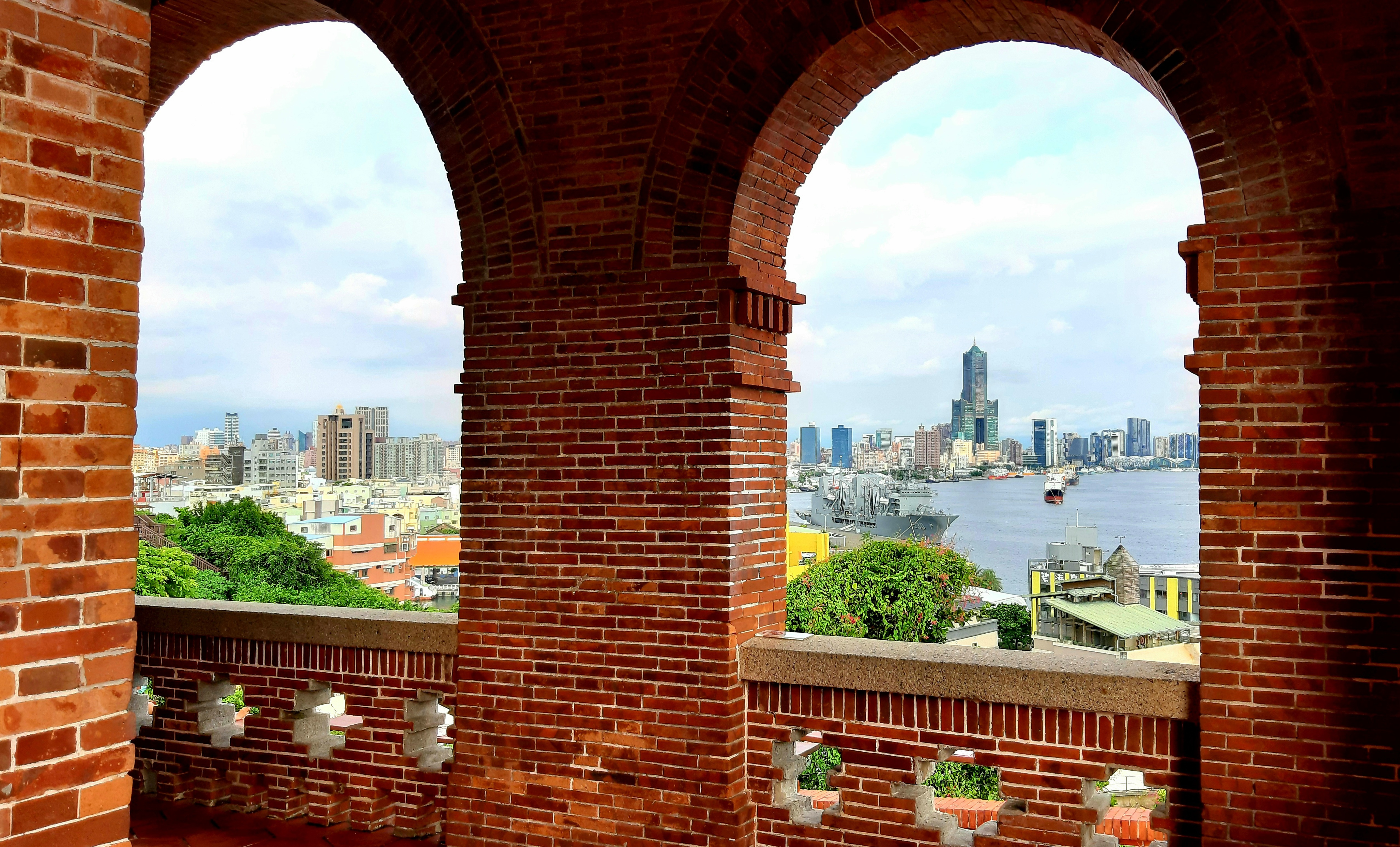
從領事官邸遙望高雄景觀

領事官邸為過去英國駐打狗領事官員的住處，以及接待使節賓客的場所。為需具舒適，隱私及安全居住功能的建物，位於基地高度離水面約30公尺的小山上，東側、西側及南側皆緊臨陡峭的懸崖，北側連接鼓山，形成背面靠山、三面環水的形勢，位居打狗港港口上方高地，可俯視整個打狗港區，與領事館之間建有石階相通，必經過山下的領事館，步上石階後才能進入，因此不易受干擾。
官邸原建築式樣採典型英國殖民地建築樣式，為斜坡屋頂及方形木構迴廊，亦無頂冠帶，明治33年（1900年）的改建中，則將屋頂改建為頂冠帶的磚造圓拱迴廊。

## 外部連結
- 文化部文化資產局——打狗英國領事館官邸 （页面存档备份，存于）
- 文化部文化資產局——打狗英國領事館登山古道 （页面存档备份，存于）
- 文化部文化資產局——高雄州水產試驗場〈英國領事館〉 （页面存档备份，存于）
- 打狗英國領事館文化園區 （页面存档备份，存于）

Template:壽山景點